# Abbazia di Walkenried

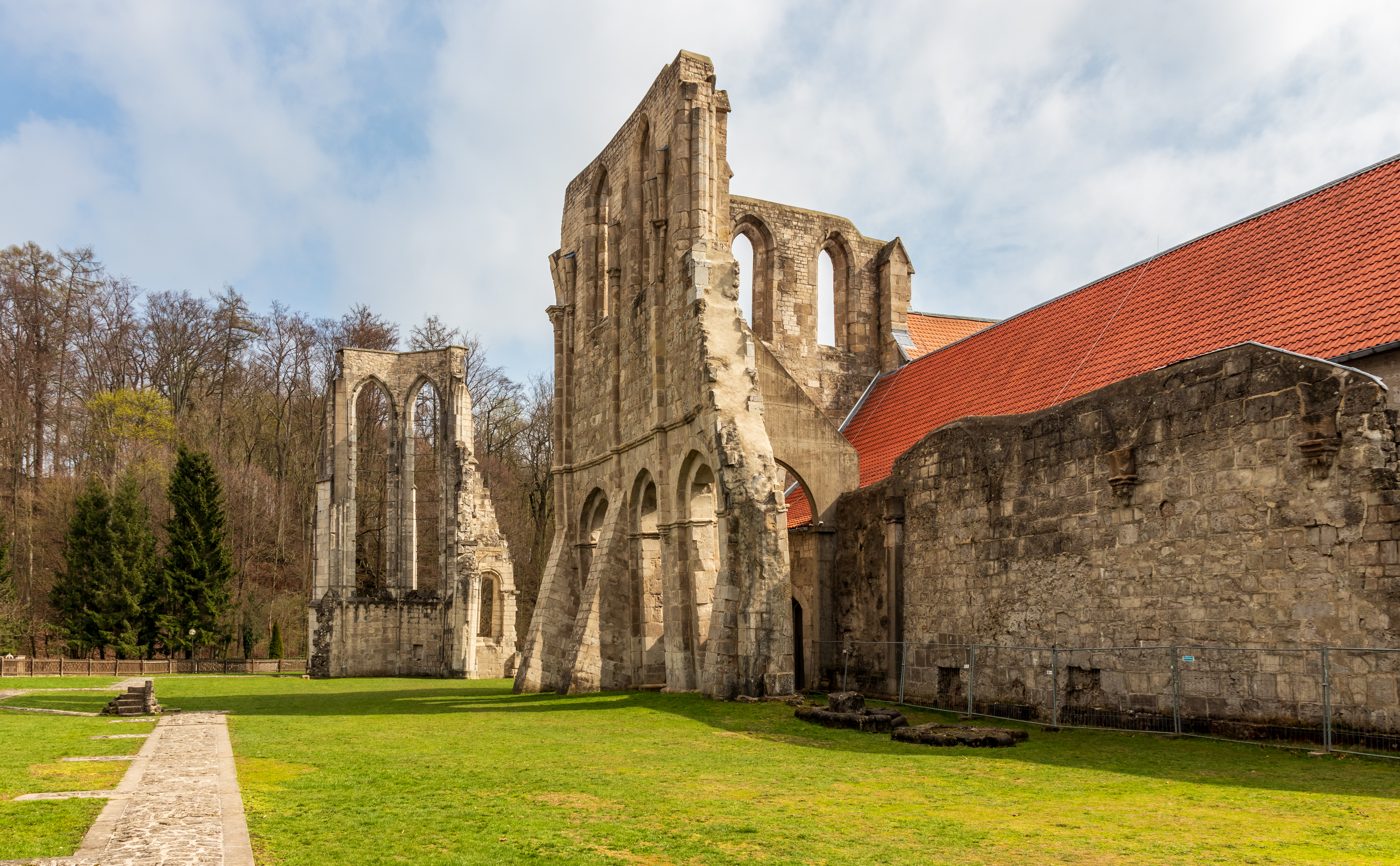
Rovine dell'abbazia di Walkenried

L'abbazia di Walkenried (in tedesco: Kloster Walkenried) era un'abbazia cistercense situata nel villaggio di Walkenried nella Bassa Sassonia, in Germania. Fondato nel 1127 sul bordo meridionale della catena montuosa dello Harz, i resti del complesso monastico dal 2010 fanno parte del patrimonio mondiale UNESCO del sistema idrico dell'Oberharz.

## Storia

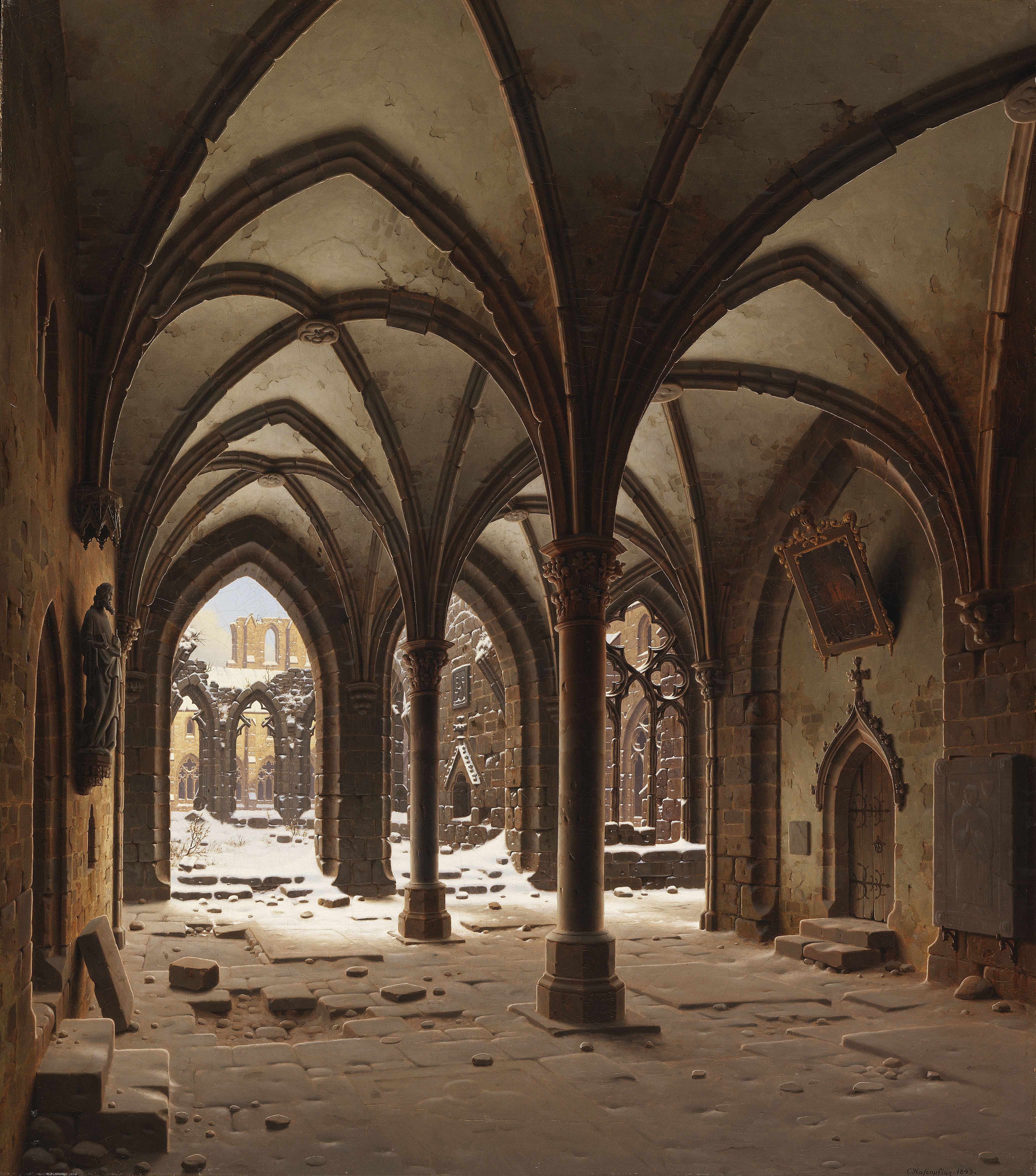
Rovine di Walkenried in Inverno, opera di Carl Georg Adolph Hasenpflug

L'abbazia di Walkenried rappresentava il terzo monastero cistercense in territorio tedesco; la fondazione risale all'epoca di re Lotario III e confermata nel 1137 da papa Innocenzo II. I monaci arrivarono nel 1129 dall'abbazia di Kamp nella Renania, fondando la prima struttura sul torrente Wieda e sulle pendici meridionali delle montagne dello Harz. Poco dopo iniziarono i lavori di costruzione di una basilica romanica, che fu consacrata nel 1137.
Walkenried si arricchì e acquistò terre fino alla Renania e alla Pomerania. I monaci prestarono molta attenzione al disboscamento e allo sviluppo della terra, in particolare all'estrazione mineraria, alle fonderie e alle carbonaie, e anche alla costruzione di peschiere. Questi usarono il sistema di gestione delle acque dello Harz per coltivare le proprietà circostanti lungo il fiume Helme fino alla Turingia. L'abbazia ospitava anche una biblioteca. Nel XIII secolo, circa 100 monaci e più di 200 fratelli laici vivevano nell'abbazia, che divenne uno dei monasteri cistercensi più ricchi e significativi della Germania. Nel 1209 iniziò l'erezione di una nuova basilica sul modello dell'Abbazia di Morimond, sostenuta dall'imperatore Ottone IV. La chiesa, allora una delle più grandi della Germania settentrionale, e l'adiacente chiostro furono terminati in stile gotico e consacrati nel 1290.
Quando a metà del XIV secolo le epidemie di peste spopolarono nella regione dello Harz, sia l'attività mineraria nell'Alto Harz che l'attività agricola ristagnarono e l'abbazia iniziò a declinare. La guerra dei contadini tedeschi portò il monastero sull'orlo della distruzione, quando nella Pasqua del 1525 una folla di circa 800 contadini della regione meridionale dello Harz marciò contro Walkenried. I monaci fuggirono, portando con sé gli archivi ma l'abbazia fu saccheggiata e la guglia della chiesa abbattuta, danneggiando gravemente la sottostante volta a crociera.
In vista della Riforma protestante l'abbazia fu infine dichiarata immediatamente Reichsstift (abbazia imperiale) dall'imperatore Carlo V nel 1542. Durante la Guerra dei trent'anni l'abbazia fu per un breve periodo (1629–31) restituita ai Cistercensi. La pace di Vestfalia del 1648 pose fine all'esistenza del monastero protestante e l'abbazia fu secolarizzata.Nel 1668 la scuola latina fu chiusa. I duchi Wolfenbüttel governavano i possedimenti dell'ex abbazia.
Da quel momento l'abbazia fu sistematicamente usata come cava di pietra da costruzione. La chiesa gotica fu gravemente danneggiata dopo la distruzione della torre del tetto da parte dei contadini nel 1525; oggi rimangono solo pochi pittoreschi resti. Anche la biblioteca fu distrutta dai contadini, ma gli archivi sono conservati presso la Biblioteca Herzog August a Wolfenbüttel. La demolizione degli edifici fu interrotta nel 1817, i primi complessi lavori di ristrutturazione del chiostro iniziarono nel 1876. Dal 1977 i locali sono gestiti dal comune di Osterode; un museo è stato aperto nel 2006.